# Université du Sud de Santa Catarina
L'université du Sud de Santa Catarina (Universidade do Sul de Santa Catarina ou UNISUL) est une université brésilienne dont le siège se situe à Tubarão, dans le sud de l'État de Santa Catarina. 
Institution de droit privé, elle fut créée en 1989, succédant à la Fondation pour l'Éducation du Sud de Santa Catarina (Fundação Educacional do Sul de Santa Catarina, ou FESSC). 
Elle est implantée sur quatre campus: Tubarão, Araranguá (depuis 1992), Palhoça (depuis 1996) et Florianópolis (depuis 2002). 

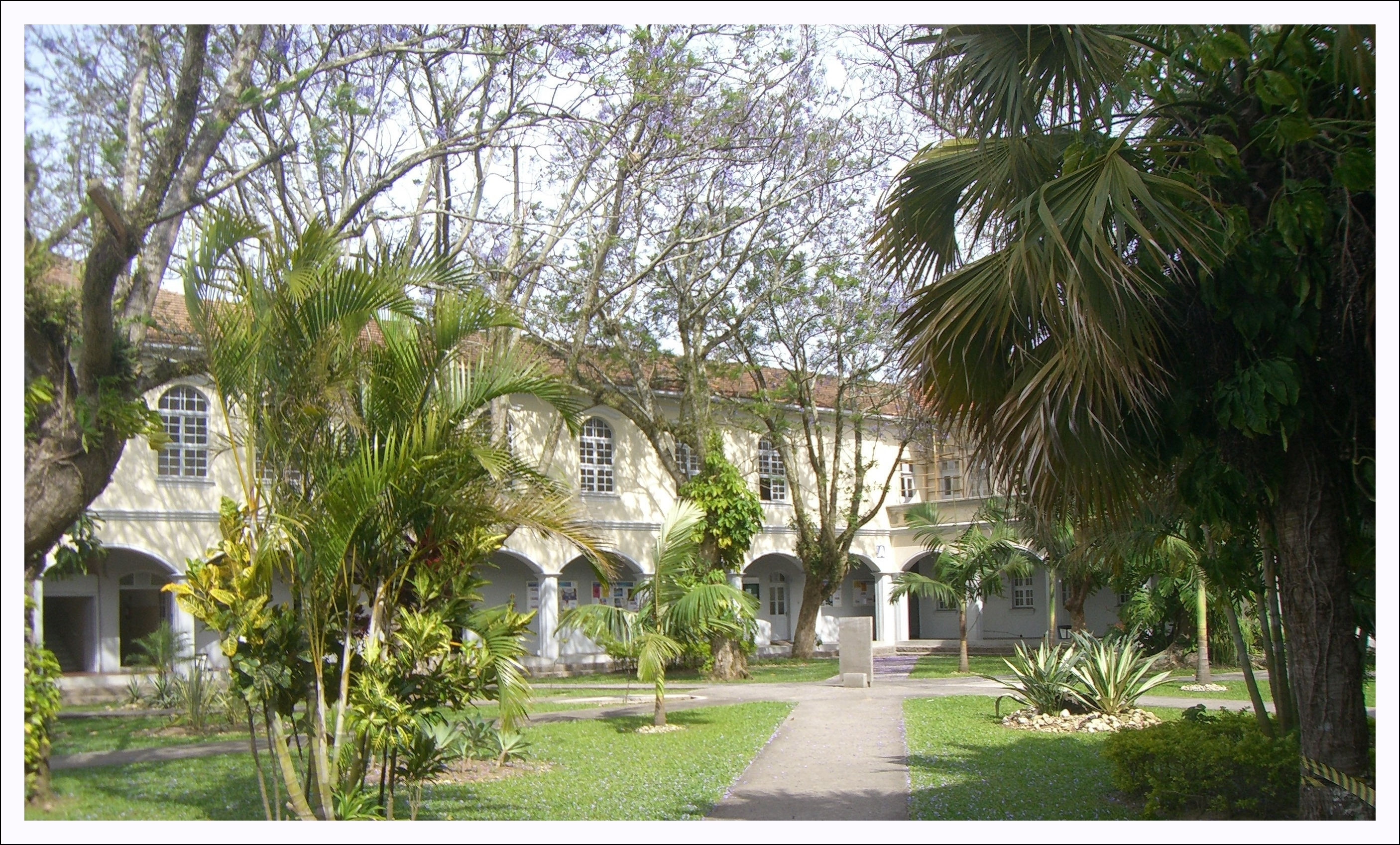
Colegio Dehon à Tubarão.